# Terschellingia paxi
Terschellingia paxi is een rondwormensoort uit de familie van de Linhomoeidae. De wetenschappelijke naam van de soort is voor het eerst geldig gepubliceerd in 1939 door Schneider.